# Kap Krassinski
Kap Krasinski (russisch Мыс Красинского Mys Krassinskowo) ist ein Kap am Rand des Schelfeisgürtels vor der Prinzessin-Astrid-Küste des ostantarktischen Königin-Maud-Lands. Es trennt die Kamenev Bight von der Dublitskiy Bay.
Luftaufnahmen, die bei der Dritten Norwegischen Antarktisexpedition (1956–1960) zwischen 1958 und 1959 entstanden, dienten seiner Kartierung. Wissenschaftler einer sowjetischen Antarktisexpedition nahmen 1961 eine weitere Kartierung vor und benannten das Kap. Namensgeber ist der Polarforscher G. D. Krassinski, Organisator von Luftfahrtexpeditionen.